# Лун-Вожпал
Лун-Вожпал или Палью или Лун-Вож-Пал — река в России, течёт по территории Троицко-Печорского района Республики Коми. Устье реки находится в 61 км по левому берегу реки Палью на высоте 118 м над уровнем моря. Длина реки составляет 84 км, площадь водосборного бассейна — 613 км².

## Данные водного реестра
По данным государственного водного реестра России относится к Двинско-Печорскому бассейновому округу, водохозяйственный участок реки — Печора от истока до водомерного поста у посёлка Шердино, речной подбассейн реки — Бассейны притоков Печоры до впадения Усы. Речной бассейн реки — Печора.
Код объекта в государственном водном реестре — 03050100112103000059515.